# Muzafer Şerif
 (janvier 2021).
Si vous disposez d'ouvrages ou d'articles de référence ou si vous connaissez des sites web de qualité traitant du thème abordé ici, merci de compléter l'article en donnant les références utiles à sa vérifiabilité et en les liant à la section « Notes et références ».
Muzafer Şerif (1906-1988) est un psychologue américain d'origine turque. Il est connu pour son travail dans le domaine de la psychologie sociale, notamment sur les processus de normalisation et pour ses expériences de la « caverne des voleurs » sur les relations intergroupes.

## Biographie
Muzaffer Şerif Başoğlu est né le 29 juillet 1906 à Izmir, en Turquie.
Il étudie au Collège international d'Izmir où il obtient une licence en 1925, à l'Université d'Istanbul dont il est diplômé en 1928, et poursuit ses études à l'Université Harvard où il obtient un second diplôme de maitrise en 1932. Après avoir travaillé un an en Turquie, il revient aux États-Unis et soutient une thèse de doctorat en 1935 intitulée Some Social Factors In Perception à l'université Columbia.
En 1954, il conçoit et supervise l'« expérience de la caverne des voleurs » sur les relations intergroupes.
Il meurt le 16 octobre 1988 d'un arrêt cardiaque à Fairbanks à l'âge de 82 ans.